# Fürst-Branimir-Orden mit Halsband
Der Fürst-Branimir-Orden mit Halsband (kroatisch Red kneza Branimira s ogrlicom) ist eine staatliche Auszeichnung der Republik Kroatien.

## Stiftung und Rang
Der Verdienstorden wurde am 1. April 1995 von Premierminister Stjepan Mesić gestiftet. Er ist benannt nach dem kroatischen Knez (Fürsten) Branimir.
Der Fürst-Branimir-Orden rangiert an der sechsten Stelle des kroatischen Ordenssystems und wird an führende Personen des kroatischen Staates verliehen, an ausländische Leiter von konsularischen und diplomatischen Vertretungen sowie an Personen, die das Ansehen und den Ruf Kroatiens auf internationaler Ebene gefördert haben.

## Aussehen und Trageweise
Die Ordensdekoration zeigt ein stufenförmiges Kreuz mit einer Höhe von 60 mm und einer Breite von 43 mm, das aus 999er Silber besteht. Mittig auf das Kreuz aufgelegt ist eine Darstellung der Altarwand der Kirche in Sopot (bei Benkovac) zu sehen. Deren Giebel ist oben mit einem Kreuz sowie links und rechts darunter mit zwei Vögeln in heraldischer Position geschmückt. Im unteren Teil des Stufenkreuzes ist eine vergoldete Silberplatte mit der Inschrift BRANIMIR aufgelegt. Am oberen Ende des Ordenszeichens befindet sich eine Anhängevorrichtung für das Halsband, die das kroatische Flechtwerk zeigt.
Das Revers ist glatt und zeigt oben mittig das eingravierte kroatische Flechtwerk sowie die darin enthaltene Umschrift REPUBLIKA HRVATSKA (REPUBLIK KROATIEN).
Das Halsband ist 36 mm breit und 600 mm lang und in der rot-silbernen Schachbrettmusterung des kroatischen Wappens gehalten.
Die zum Orden gehörige Miniatur wird an der linken Brustseite getragen, entweder als Bandorden oder als Bandschnalle mit aufgelegter Miniatur des Ordensabzeichens.

## Bekannte Träger
- siehe: Träger des Fürst-Branimir-Ordens